# باربارا پروبست
باربارا پروبست (انگلیسی: Barbara Probst)؛ زادهٔ ۱۹۶۴عکاس اهل آلمان است.